# Kernreceptor

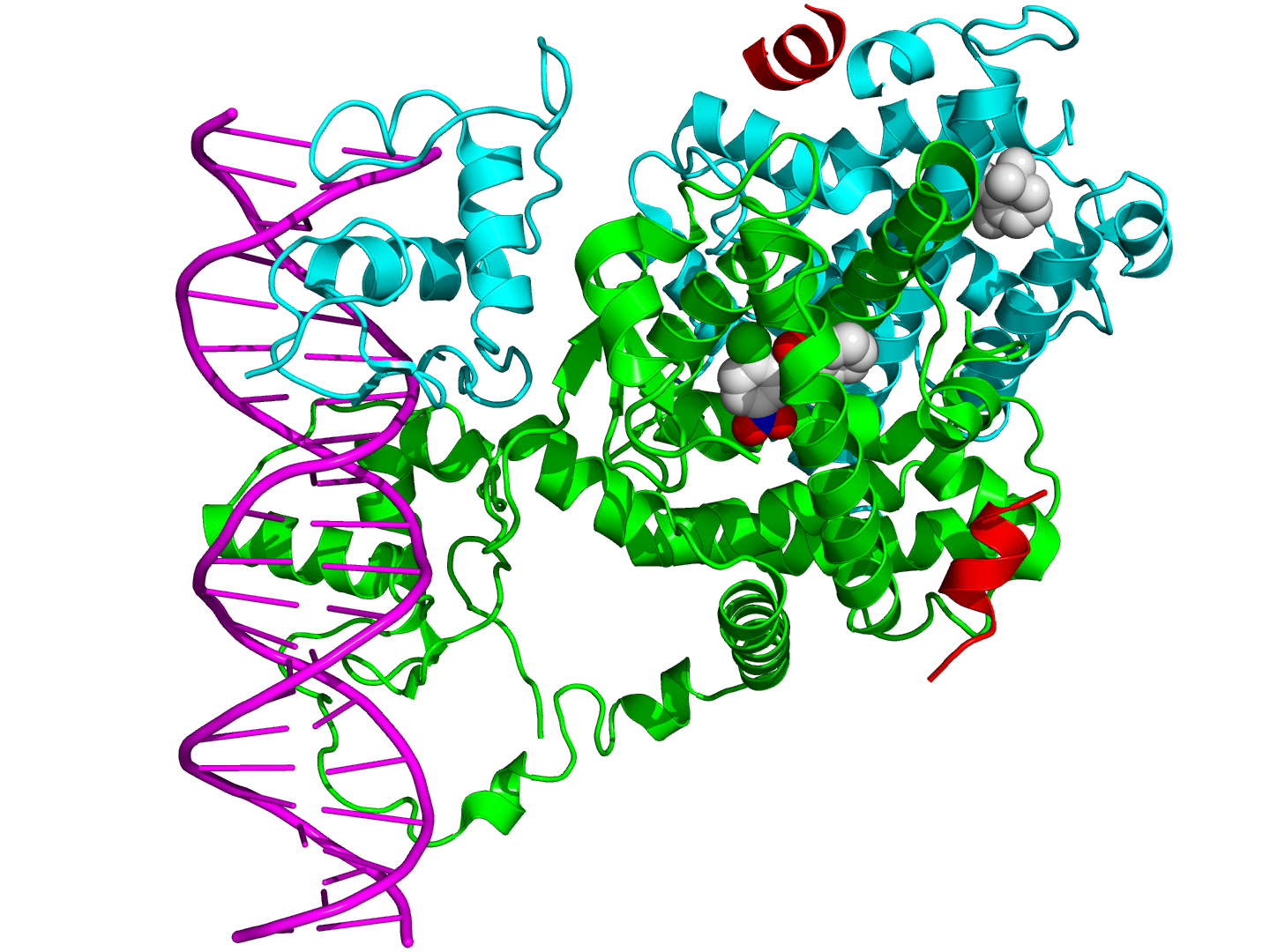
Kristallografische structuur van een heterodimeer van de kernreceptoren PPAR-γ (groen) en RXR-α (cyaan) gebonden aan dubbelstrengs DNA (roze) en twee moleculen van de NCOA2-coactivator (rood).

Kernreceptoren of nucleaire receptoren vormen een groep van eiwitten die in cellen verantwoordelijk zijn voor het registeren van steroïdhormonen, schildklierhormonen en enkele andere moleculen. Wanneer dergelijke signaalmoleculen met kernreceptoren in contact komen, werken de receptoren met andere eiwitten samen om de expressie van specifieke genen te reguleren, waardoor de ontwikkeling, homeostase en stofwisseling van het organisme worden gecontroleerd.
Kernreceptoren hebben het vermogen om rechtstreeks aan het DNA te binden en de expressie van structuurgenen te reguleren. Hierdoor worden de receptoren geclassificeerd als transcriptiefactoren. De regulatie van genexpressie door kernreceptoren gebeurt meestal alleen wanneer een ligand – een molecuul dat het gedrag van de receptor beïnvloedt – aanwezig is. Ligandbinding aan een kernreceptor leidt vaak tot een conformatieverandering van de receptor, zodat de receptor zijn actieve vorm aanneemt waarna het genexpressie kan reguleren.
Een unieke eigenschap van kernreceptoren, die hen onderscheidt van andere klassen receptoren, is hun vermogen om direct de expressie van genomisch DNA via fysieke interacties te controleren. Hierdoor spelen kernreceptoren een essentiële rol bij zowel de embryonale ontwikkeling als de homeostase van volwassenen organismen. Kerneceptoren kunnen worden geclassificeerd door te kijken naar hun mechanisme of naar hun homologie.